# Lyons River
Lyons River är ett vattendrag i Australien. Det ligger i delstaten Western Australia, omkring 770 kilometer norr om delstatshuvudstaden Perth.
Omgivningarna runt Lyons River är i huvudsak ett öppet busklandskap. Trakten runt Lyons River är nära nog obefolkad, med mindre än två invånare per kvadratkilometer. Genomsnittlig årsnederbörd är 255 millimeter. Den regnigaste månaden är januari, med i genomsnitt 77 mm nederbörd, och den torraste är augusti, med 2 mm nederbörd.